# John Dennis (Politiker, 1771)

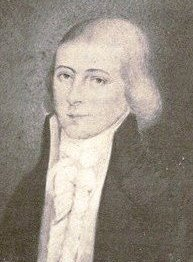
John Dennis

John Dennis (* 17. Dezember 1771 im Worcester County, Province of Maryland; † 17. August 1806 in Philadelphia, Pennsylvania) war ein US-amerikanischer Politiker. Zwischen 1797 und 1805 vertrat er den Bundesstaat Maryland im US-Repräsentantenhaus.

## Werdegang
John Dennis war der Vater des gleichnamigen Kongressabgeordneten John Dennis (1807–1859) und ein Onkel von Littleton Purnell Dennis (1786–1834), der ebenfalls dem US-Repräsentantenhaus angehörte. Er besuchte die öffentlichen Schulen seiner Heimat und die Washington Academy sowie das Yale College. Nach einem anschließenden Jurastudium und seiner 1793 erfolgten Zulassung als Rechtsanwalt begann er im Somerset County in diesem Beruf zu arbeiten. Gleichzeitig schlug er als Mitglied der Föderalistischen Partei eine politische Laufbahn ein. Er wurde zunächst für zwei Legislaturperioden in das Abgeordnetenhaus von Maryland gewählt.
Bei den Kongresswahlen des Jahres 1796 wurde Dennis im achten Wahlbezirk von Maryland in das damals noch in Philadelphia tagende US-Repräsentantenhaus gewählt, wo er am 4. März 1797 die Nachfolge von William Vans Murray antrat. Nach drei Wiederwahlen konnte er bis zum 3. März 1805 vier Legislaturperioden im Kongress absolvieren. Während seiner Zeit als Kongressabgeordneter wurde im Jahr 1803 durch den Louisiana Purchase das Staatsgebiet der Vereinigten Staaten beträchtlich erweitert. Im Jahr 1804 wurde der zwölfte Verfassungszusatz ratifiziert. Im Jahr 1798 war John Dennis einer der Abgeordneten, die mit der Durchführung eines Amtsenthebungsverfahrens gegen US-Senator William Blount aus Tennessee beauftragt waren. Erwähnenswert ist auch der Umzug des Kongresses und der Regierung in die neue Bundeshauptstadt Washington, D.C. im Jahr 1800.
Nach dem Ende seiner Zeit im US-Repräsentantenhaus trat John Dennis politisch nicht mehr in Erscheinung. Er starb am 17. August 1806 in Philadelphia.